# Phylloscopus presbytes
Phylloscopus presbytes е вид птица от семейство Phylloscopidae.

## Разпространение
Видът е разпространен в Индонезия и Източен Тимор.